# Anita Briemová
Anita Briemová (* 29. května 1982 Reykjavík) je islandská herečka. Mezinárodně na sebe upozornila především rolí Jane Seymourové v seriálu Tudorovci a rolí ve filmu Cesta do středu Země.
Její otec Gunnlaugur Briem je bubeníkem jazz-funkové skupiny Mezzoforte. Již v devíti letech vystupovala na scéně islandského Národního divadla. V šestnácti se přestěhovala do Anglie, kde v roce 2004 absolvovala Královskou akademii dramatických umění v Londýně.